# Sebascodegan Island

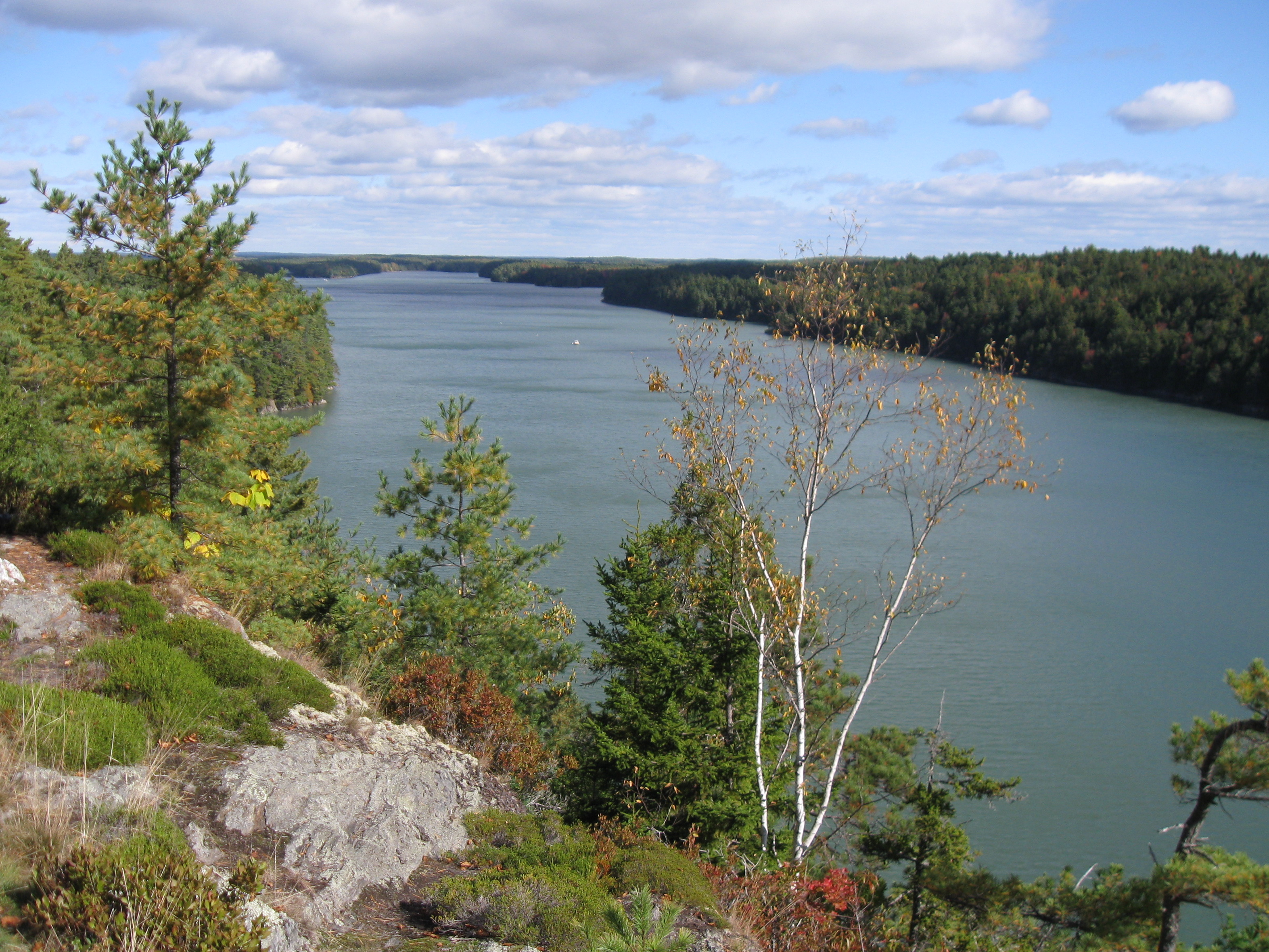
La crique Long Reach sépare lîle en deux

Sebascodegan Island est la plus grande île de la baie de Casco sur le Golfe du Maine aux États-Unis. L'île fait partie de la ville de Harpswell avec la partie continentale à laquelle elle est reliée par un pont routier qui traverse l'île et dessert Orr's Island et au delà Bailey Island.
L'île fait environ 5 kilomètres de long et présente un rivage très découpé avec de nombreuses criques.